# Дорнбос, Роберт
Ро́берт Михаэ́ль До́рнбос (нидерл. Robert Michael Doornbos, 23 сентября 1981, Роттердам) — монегасский и голландский автогонщик, участник чемпионата мира по автогонкам в классе «Формула-1».

## Биография
Первоначально занимался теннисом, выступал в Нидерландах на любительском уровне, автогонками заинтересовался после того, как посетил Гран-при Бельгии 1998 года в качестве гостя команды Williams. В 1999 году выступил в зимней серии «Формулы-Воксхолл», где сразу одержал четыре победы и завоевал вице-чемпионский титул. В 2000—2003 годах участвовал в соревнованиях в «Формулы-Форд» и различных чемпионатах «Формулы-3». В 2004 году стал бронзовым призёром европейского чемпионата Формулы-3000, что позволило ему в том же году стать тест-пилотом команды Формулы-1 Jordan. Во второй половине чемпионата Формулы-1 2005 года выступал в гонках за команду Minardi под гоночной лицензией Монако. В 2006 году стал тест-пилотом Red Bull, стартовал в трёх последних гонках чемпионата 2006 года. В 2007 году перешёл в чемпионат Champ Car, где уже в дебютном сезоне одержал две победы, завоевал третье место в чемпионате и выиграл звание «Новичок года».

## Результаты гонок в «Формуле-1»
| Легенда к таблице |                                                                    |
| --- | ------------------------------------------------------------------ |
| В таблице перечислены результаты всех Гран-при Формулы-1, в которых принимал участие гонщик. Строками таблицы являются сезоны, столбцами — этапы чемпионата мира. В каждой клетке указаны сокращённое название этапа и результат, дополнительно обозначенный цветом. Расшифровка обозначений и цветов представлена в нижеследующей таблице. |                                                                    |
| \| Пример \| Описание \| \| ------------ \| ------------------------------------------------------------------ \| \| 1 \| Победитель \| \| 2 \| Второе место \| \| 3 \| Третье место \| \| 5 \| Финишировал, заработав очки \| \| Сход \| Не финишировал, но при этом заработал очки \| \| 12 \| Финишировал, не получив очков \| \| НКЛ \| Финишировал, но не попал в финальную классификацию \| \| 15 \| Участвовал вне зачёта, либо по отдельной классификации \| \| 18 \| Не финишировал, но попал в финальную классификацию \| \| Сход \| Не финишировал \| \| НКВ \| Не прошёл квалификацию \| \| НПКВ \| Не прошёл предквалификацию \| \| ДСК \| Дисквалифицирован \| \| ИСК \| Исключён из протокола соревнований \| \| ТТ \| Заявлен для участия только в тренировках \| \| НС \| Участвовал в квалификации, но не стартовал в гонке \| \| Т \| Травмирован или болен \| \| ОТК \| Отказ от участия \| \| НТР \| Прибыл на соревнования, но на трассу не выезжал \| \| НПР \| Был заявлен в числе участников, но не прибыл к началу соревнований \| \| О \| Соревнования отменены \| \| \| Не участвовал \| \| Поул-позиция \| \| \| Быстрый круг \| \| |                                                                    |
| Пример | Описание                                                           |
| 1 | Победитель                                                         |
| 2 | Второе место                                                       |
| 3 | Третье место                                                       |
| 5 | Финишировал, заработав очки                                        |
| Сход | Не финишировал, но при этом заработал очки                         |
| 12 | Финишировал, не получив очков                                      |
| НКЛ | Финишировал, но не попал в финальную классификацию                 |
| 15 | Участвовал вне зачёта, либо по отдельной классификации             |
| 18 | Не финишировал, но попал в финальную классификацию                 |
| Сход | Не финишировал                                                     |
| НКВ | Не прошёл квалификацию                                             |
| НПКВ | Не прошёл предквалификацию                                         |
| ДСК | Дисквалифицирован                                                  |
| ИСК | Исключён из протокола соревнований                                 |
| ТТ | Заявлен для участия только в тренировках                           |
| НС | Участвовал в квалификации, но не стартовал в гонке                 |
| Т | Травмирован или болен                                              |
| ОТК | Отказ от участия                                                   |
| НТР | Прибыл на соревнования, но на трассу не выезжал                    |
| НПР | Был заявлен в числе участников, но не прибыл к началу соревнований |
| О | Соревнования отменены                                              |
| | Не участвовал                                                      |
| Поул-позиция |                                                                    |
| Быстрый круг |                                                                    |

| Сезон | Команда  | Шасси        | Двигатель                 | Ш | 1        | 2        | 3        | 4        | 5        | 6        | 7        | 8        | 9        | 10       | 11       | 12       | 13       | 14       | 15       | 16       | 17       | 18       | 19     | Место | Очки |
| ----- | -------- | ------------ | ------------------------- | - | -------- | -------- | -------- | -------- | -------- | -------- | -------- | -------- | -------- | -------- | -------- | -------- | -------- | -------- | -------- | -------- | -------- | -------- | ------ | ----- | ---- |
| 2004  | Jordan   | Jordan EJ14  | Ford Cosworth RS2 3,0 V10 | B | АВС      | МАЛ      | БАХ      | САН      | ИСП      | МОН      | ЕВР      | КАН      | США      | ФРА      | ВЕЛ      | ГЕР      | ВЕН      | БЕЛ      | ИТА      | КИТ тест | ЯПО тест | БРА тест |        | —     | —    |
| 2005  | Jordan   | Jordan EJ15  | Toyota RVX-05 3,0 V10     | B | АВС тест | МАЛ тест | БАХ тест | САН тест | ИСП тест | МОН тест | ЕВР      | КАН      | США тест |          |          |          |          |          |          |          |          |          |        | 25    | 0    |
| 2005  | Jordan   | Jordan EJ15B | Toyota RVX-05 3,0 V10     | B |          |          |          |          |          |          |          |          |          | ФРА тест | ВЕЛ тест |          |          |          |          |          |          |          |        | 25    | 0    |
| 2005  | Minardi  | Minardi PS05 | Cosworth CR-7 3,0 V10     | B |          |          |          |          |          |          |          |          |          |          |          | ГЕР 18   | ВЕН Сход | ТУР 13   | ИТА 18   | БЕЛ 13   | БРА Сход | ЯПО 14   | КИТ 14 | 25    | 0    |
| 2006  | Red Bull | Red Bull RB2 | Ferrari 056 2,4 V8        | M | БАХ тест | МАЛ тест | АВС тест | САН тест | ЕВР тест | ИСП тест | МОН тест | ВЕЛ тест | КАН тест | США тест | ФРА тест | ГЕР тест | ВЕН тест | ТУР тест | ИТА тест | КИТ 12   | ЯПО 13   | БРА 12   |        | 24    | 0    |